# Diocese de Camaçari

Províncias Eclesiásticas da regional CNBB Nordeste III.

A Diocese de Camaçari (Dioecesis Camassariensis) é uma circunscrição eclesiástica da Igreja Católica no Brasil. Pertence à Província eclesiástica de São Salvador da Bahia e é vinculada ao Regional Nordeste 3 da Conferência Nacional dos Bispos do Brasil.

## História
Foi criada a 15 de dezembro de 2010 pelo Papa Bento XVI, desmembrada da Arquidiocese de São Salvador da Bahia. O território da diocese é constituído pelos municípios de Camaçari, Candeias, Dias d'Ávila, Madre de Deus, São Francisco do Conde, São Sebastião do Passé, Simões Filho e Terra Nova.
Ao ser criada, havia 708 mil habitantes no território da diocese, dos quais 481 mil eram católicos. A solenidade de instalação da diocese e posse de seu primeiro bispo foi realizada no dia 19 de fevereiro de 2011.

## Bispos
|        | Nome                        | Período      | Notas         |
| Bispos | Bispos                      | Bispos       | Bispos        |
| ------ | --------------------------- | ------------ | ------------- |
| 2º     | Dirceu de Oliveira Medeiros | 2021 - atual |               |
| 1º     | João Carlos Petrini         | 2010-2021    | Bispo emérito |